# Al-Mutawakkil Ier
Pour les articles homonymes, voir Al-Mutawakkil.
Abû `Abd Allah al-Mutawakkil `alâ Allah ou Al-Mutawakkil Ier (? -1406) est un calife abbasside au Caire entre 1362 et 1406 son règne est interrompu à deux reprises par des fils d'Ibrâhîm al-Wâthiq Ier en 1377 pendant seulement deux semaines et de 1383 à 1389. Son fils Al-Musta`in lui succède en 1406. La période couverte par ses règnes est marquée par un tournant dans le gouvernement de l'état mamelouk : la prise du pouvoir par le mamelouk burjite Barquq.

## Biographie
En 1340, le sultan An-Nâsir Muhammad avait imposé le calife Ibrâhîm al-Wâthiq Ier à la place d'Ahmad al-Hâkim II fils d'Sulaymân al-Mustakfi Ier, puis l'ordre dynastique est restauré quand Sulaymân al-Mustakfi Ier prend le titre de calife. Son fils Abu Bakr al-Mu`tadid Ier vient ensuite et à sa mort en 1362, son petit-fils Muhammad devient calife avec le titre d’Al-Mutawakkil `alâ Allah.
À cette date, Al-Mansûr Salâh ad-Dîn Muhammad, fils d'Al-Muzaffar Sayf ad-Dîn Hâjjî est le sultan. Il n'a que quatorze ans lorsqu’il succède à son oncle An-Nâsir al-Hasan. Salâh ad-Dîn Muhammad est déposé en 1363 et son cousin Al-Achraf Zayn ad-Dîn Chabân, fils d’An-Nâsir al-Hasan, âgé de douze ans lui succède avec comme tuteur l’émir d'origine mongole Yalbogha al-`Umari (en). En Anatolie, les ottomans deviennent une puissance avec laquelle il va falloir compter. L’empereur byzantin Jean V Paléologue tâche d'obtenir des renforts de l'Occident par la reconnaissance de l'union religieuse. Le pape Innocent VI qui siège comme son prédécesseur à Avignon avait reconstitué la ligue antiturque regroupant Chypre, Venise et les chevaliers de Rhodes à Smyrne en 1357. Il a mandaté Pierre Thomas pour mener des négociations avec l’empereur Jean V. Ces négociations échouent.
La cruauté de Yalbogha finit par le faire détester de la population du Caire. Au cours d’une tentative de renversement du sultan, Yalbogha est tué. Les émirs se révoltent sous la direction de Barquq un mamelouk d'origine circassienne qui avait été acheté par Yalbogha. Ces insurgés sont battus et Barquq part se réfugier en Syrie, mais le sultan Zayn ad-Dîn Chabân est tué. Il est regretté de tous pour « sa douceur et sa gentillesse ». Son fils En 1376, Al-Mansûr `Alâ ad-Dîn `Alî, qui n'a que dix ans, lui succède avec comme tuteur Barquq.
En 1377, le calife Al-Mutawakkil Ier est brièvement remplacé par Zakarîyâ' al-Musta`sim fils d'Ibrâhîm al-Wâthiq Ier.
En 1381/1382, As-Sâlih Zayn ad-Dîn Hajji succède à son frère Al-Mansûr Alâ ad-Dîn Ali. Ce jeune sultan est renversé par Barquq qui a convaincu les émirs de donner le pouvoir à un homme mûr.
En 1383, à peine Barquq est-il sur le trône que le calife Al-Mutawakkil Ier est au centre d'un complot visant à le renverser. Al-Mutawakkil Ier est arrêté et mis en jugement. Barquq requiert la peine de mort. Finalement cette sentence est jugée illégale. Barquq contraint Al-Mutawakkil Ier à la démission et met à sa place `Umar al-Wâthiq II auquel succède son frère Zakarîyâ' al-Musta`sim trois ans après.
En 1389, le sultan Barquq est brièvement renversé par une révolte des émirs menés par le gouverneur d'Alep. Barquq à cette occasion se montre lâche, il se réfugie dans la citadelle du Caire après s'être mis aux pieds du calife et abdique. Les insurgés remettent Al-Mansûr `Alâ ad-Dîn `Alî au pouvoir. Al-Mutawakkil Ier a la prudence de rester à l'écart de ces intrigues et Barquq, lorsqu'il revient au pouvoir, le restaure dans ses fonctions de calife.
Barquq meurt en juin 1399 il est enterré dans le cimetière nord du Caire. Son fils An-Nâsir Faraj lui succède. Le règne d'An-Nâsir Faraj est brièvement interrompu par celui de son frère Al-Mansûr `Abd al-`Azîz en 1405.
En 1406, Al-Mutawakkil Ier décède et laisse le trône de calife à son fils Al-Musta`in.